# Spiraserpula iugoconvexa
Spiraserpula iugoconvexa is een borstelworm uit de familie Serpulidae. Het lichaam van de worm bestaat uit een kop, een cilindrisch, gesegmenteerd lichaam en een staartstukje. De kop bestaat uit een prostomium (gedeelte voor de mondopening) en een peristomium (gedeelte rond de mond) en draagt gepaarde aanhangsels (palpen, antennen en cirri).
Spiraserpula iugoconvexa werd in 1994 voor het eerst wetenschappelijk beschreven door Pillai & Ten Hove.